# Pompeo in Siria
Pompeo in Siria è un'opera lirica di Francesco Sampieri su testo di Giovanni Schmidt, andata in scena per la prima volta nel Teatro alla Scala di Milano il 4 aprile 1825.
Gli interpreti della prima furono:
| Ruolo   | Registro vocale | Interprete        |
| ------- | --------------- | ----------------- |
| Pompeo  | basso           | Filippo Galli     |
| Tigrane | contralto       | Rosmunda Pisaroni |
| Laodice | soprano         | Stefania Favelli  |
| Clearco | tenore          | Claudio Bonoldi   |
| Emira   | mezzosoprano    | Marietta Sacchi   |
| Massimo | basso           | Carlo Poggiali    |
| Idreno  | tenore          | G.C. Berretta     |

Alla direzione dell'orchestra c'era Vincenzo Lavigna, mentre le scenografie furono a cura di Alessandro Sanquirico.

## Trama
L'azione è in Seleucia, capitale della Siria
Mitridate, essendosi inimicato i Romani dopo aver attaccato i regni di Cappadocia e Bitinia, protettorati della Repubblica, cercò l'alleanza di Tigrane, re di Siria; con esso, riuscì a sconfiggere molte volte i Romani, fino al sopraggiungere di Pompeo, che sconfisse Mitridate, per poi rivolgersi verso Tigrane, che pur opponendo molta resistenza dovette infine cedere, sottostando alla clemenza del generale romano, che risparmiò anche Clearco, fratello dell'amante del re Laodice, che aveva provato a uccidere Pompeo a tradimento.

## Struttura musicale
- Sinfonia

### Atto I
- N. 1 - Introduzione Non v'è speranza (Coro, Idreno)
- N. 2 - Scena e Duetto fra Tigrane e Laodice Lasciami ... - Chi nel petto ha un cor costante (Tigrane, Laodice, Coro, Idreno)
- N. 3 - Scena Fuggiam Laodice (Emira, Laodice, Massimo)
- N. 4 - Coro e Cavatina di Pompeo Di vittoria altero il grido - Spiegò gli arditi vanni (Pompeo, Coro)
- N. 5 - Scena e Terzetto fra Pompeo, Laodice e Clearco Signor, come imponesti - Rasserena i vaghi lumi
- N. 6 - Scena Sventurato mio re! (Clearco)
- N. 7 - Scena e Aria di Tigrane Cessin gli omaggi vostri - Romano, a che mi chiedi? (Tigrane, Pompeo, Massimo, Coro)
- N. 8 - Scena e Finale I Tigrane, a te di Roma - Superbo! or proverai (Pompeo, Tigrane, Laodice, Clearco, Massimo, Coro, Idreno, Emira)

### Atto II
- N. 9 - Scena e Duetto fra Pompeo e Tigrane Duce, vinti ed oppressi - Il tuo rigor non temo
- N. 10 - Scena, Coro ed Aria di Clearco Lasciami, Emira - Quell'empio in duro carcere - Col tuo pianto e i tuoi sospiri (Clearco, Laodice, Emira, Coro)
- N. 11 - Scena e Aria di Tigrane Dell'avversa fortuna - Pensando al mio tesoro (Tigrane, Clearco, Coro)
- N. 12 - Quartetto Olà! Che mai tentate (Pompeo, Tigrane, Clearco, Laodice)
- N. 13 - Scena Esegusti? (Pompeo, Massimo)
- N. 14 - Scena e Aria Finale di Laodice Misera me, che vedo! - Fra tante acerbe pene (Laodice, Tigrane, Clearco, Pompeo, Coro, Massimo)